# Partícula de Planck
Uma partícula de Planck é uma partícula subatômica hipotética, definida como um minúsculo buraco negro cujo comprimento de onda Compton é o mesmo que seu raio de Schwarzschild. Sua massa é então (por definição) igual a massa de Planck, e seu comprimento de onda Compton e raio de Schwarzschild são iguais (também por definição) ao comprimento de Planck.
Comparado por exemplo a um próton, a partícula de Planck é extremamente pequena (seu raio sendo igual ao comprimento de Planck, o qual é 10-20 vezes o raio do próton) e pesada (a massa de Planck sendo 13 quintilhões de vezes a massa do próton).
Pensa-se que tal partícula deveria desaparecer por radiação Hawking, de modo que, a princípio, tendo um tempo de vida de 1,38 · 10-44 segundos ou 0,26 vezes o tempo de Planck, menor do que poderia ser teoricamente medido. Entretanto, a existência de tal radiação é discutida.
Os estudos sobre tais partículas têm implicações para a construção de uma teoria quântica da gravidade, assim como tentativas de construção de modelos em cosmologia.